# Quorn (Australien)
Quorn ist eine Kleinstadt im Norden South Australias, 39 Kilometer nordöstlich von Port Augusta. Bei einer Volkszählung im Jahr 2016 hatte Quorn 1131 Einwohner.

## Geschichte
Die Stadt wurde im Jahr 1878 von Godfrey Walsh im Zuge des Baus der Great Northern Railway gegründet und nach Quorn in Großbritannien benannt. Die Strecke zwischen Quorn und Port Augusta wird heute von der Pichi Richi Railway (PRR) befahren, einer Museumsbahn, benannt nach dem Pichi Richi Pass, den die Bahn überquert. Quorn lag an der Bahnstrecke von Port Augusta nach Broken Hill und damit an der schnellsten Verbindung von Perth nach Sydney (Transaustralische Eisenbahn), bis 1937 eine schnellere Verbindung über Port Pirie fertiggestellt war.

## Persönlichkeiten
- Tom Casey (1921–2003), Politiker